# Вестерло
 Тази статия е за селището в Белгия.  За футболния отбор вижте КВК Вестерло.  
Вестерло (на нидерландски: Westerlo) е селище в Северна Белгия, окръг Тьорнхаут на провинция Антверпен. Намира се на 23 km южно от град Тьорнхаут. Населението му е около 22 900 души (2006).

## Спорт
Футболният отбор на града носи името КВК Вестерло.